# Ancy-le-Libre
Ancy-le-Libre település Franciaországban, Yonne megyében. Lakosainak száma 141 fő (2022. január 1.). Ancy-le-Libre Tanlay, Ancy-le-Franc, Argentenay, Gland, Lézinnes, Pacy-sur-Armançon és Pimelles községekkel határos.

## Népesség
A település népességének változása:
| Lakosok száma | 183  | 181  | 189  | 183  | 172  | 160  | 149  | 146  | 141  |
|               | 2013 | 2015 | 2016 | 2017 | 2018 | 2019 | 2020 | 2021 | 2022 |